# Glutamil-tRNK reduktaza
Glutamil-tRNK reduktaza (EC 1.2.1.70, reduktaza glutamil-tRNK) je enzim sa sistematskim imenom L-glutamat-semialdehid:NADP+ oksidoreduktaza (formira L-glutamil-tRNKGlu). Ovaj enzim katalizuje sledeću hemijsku reakciju
-glutamat 1-semialdehid + NADP+ + tRNAGlu {\displaystyle \rightleftharpoons } -glutamil-tRNAGlu + NADPH + H+
Ovaj enzim formira deo puta za biosintezu 5-aminolevulinata iz glutamata, koji je poznat kao C5 put. Njega koriti većina eubakterija, i sve arhebakterije, alge i biljke.

## Literatura
- Nicholas C. Price; Lewis Stevens (1999). Fundamentals of Enzymology: The Cell and Molecular Biology of Catalytic Proteins (Third изд.). USA: Oxford University Press. ISBN 019850229X.
- Eric J. Toone (2006). Advances in Enzymology and Related Areas of Molecular Biology, Protein Evolution (Volume 75 изд.). Wiley-Interscience. ISBN 0471205036.
- Branden C; Tooze J. Introduction to Protein Structure. New York, NY: Garland Publishing. ISBN 0-8153-2305-0.
- Irwin H. Segel. Enzyme Kinetics: Behavior and Analysis of Rapid Equilibrium and Steady-State Enzyme Systems (Book 44 изд.). Wiley Classics Library. ISBN 0471303097.

## Spoljašnje veze
- Glutamyl-tRNA+reductase на 